# Fed Cup 2012 Zona Asia/Oceania Gruppo II - Pool B
Il Pool B della Zona Asia/Oceania Gruppo II nella Fed Cup 2012 è uno dei due pool (gironi) in cui è suddiviso il Gruppo II della zona Asia/Oceania. Cinque squadre si sono scontrate nel formato round robin. (vedi anche Pool A)
|   | Pool B             | India (bandiera) | Filippine (bandiera) | Turkmenistan (bandiera) | Oman (bandiera) | Iran (bandiera) |
| 1 | India (4-0)        |                  | 2-1                  | 3-0                     | 3-0             | 3-0             |
| 2 | Filippine (3-1)    | 1-2              |                      | 2-1                     | 2-1             | 3-0             |
| 3 | Turkmenistan (2-2) | 0-3              | 1-2                  |                         | 2-1             | 3-0             |
| 4 | Oman (1-3)         | 0-3              | 1-2                  | 1-2                     |                 | 2-1             |
| 5 | Iran (0-4)         | 0-3              | 0-3                  | 0-3                     | 1-2             |                 |

## India vs. Iran
| India 3 | Shenzhen Luohu Tennis Center, Shenzhen, Cina 30 gennaio 2012 cemento indoor | Shenzhen Luohu Tennis Center, Shenzhen, Cina 30 gennaio 2012 cemento indoor | Iran 0 |     |   |  |
| \| \| \| \| 1 \| 2 \| 3 \| \| \| - \| \| ----------------------------------------------------------------- \| --- \| --- \| - \| \| \| 1 \| \| Rutuja Bhosale Madona Najarian \| 6 0 \| 6 0 \| \| \| \| 2 \| \| Prerna Bhambri Ghazaleh Torkaman \| 6 0 \| 6 1 \| \| \| \| 3 \| \| Rutuja Bhosale / Isha Lakhani Madona Najarian / Ghazaleh Torkaman \| 6 1 \| 6 0 \| \| \| |                                                                             |                                                                             |        |     |   |  |
| |                                                                             |                                                                             | 1      | 2   | 3 |  |
| 1 | India (bandiera) · Iran (bandiera)                                          | Rutuja Bhosale Madona Najarian                                              | 6 0    | 6 0 |   |  |
| 2 | India (bandiera) · Iran (bandiera)                                          | Prerna Bhambri Ghazaleh Torkaman                                            | 6 0    | 6 1 |   |  |
| 3 | India (bandiera) · Iran (bandiera)                                          | Rutuja Bhosale / Isha Lakhani Madona Najarian / Ghazaleh Torkaman           | 6 1    | 6 0 |   |  |

## Turkmenistan vs. Oman
| Turkmenistan 2 | Shenzhen Luohu Tennis Center, Shenzhen, Cina 30 gennaio 2012 cemento indoor | Shenzhen Luohu Tennis Center, Shenzhen, Cina 30 gennaio 2012 cemento indoor | Oman 1 |     |     |  |
| \| \| \| \| 1 \| 2 \| 3 \| \| \| - \| \| ------------------------------------------------------------------------- \| --- \| --- \| --- \| \| \| 1 \| \| Jenneta Halliyeva Sarah Al Balushi \| 6 2 \| 6 1 \| \| \| \| 2 \| \| Anastasiýa Prenko Fatma Al-Nabhani \| 2 6 \| 2 6 \| \| \| \| 3 \| \| Jenneta Halliyeva / Anastasiýa Prenko Sarah Al Balushi / Fatma Al-Nabhani \| 5 7 \| 6 1 \| 6 1 \| \| |                                                                             |                                                                             |        |     |     |  |
| |                                                                             |                                                                             | 1      | 2   | 3   |  |
| 1 | Turkmenistan (bandiera) · Oman (bandiera)                                   | Jenneta Halliyeva Sarah Al Balushi                                          | 6 2    | 6 1 |     |  |
| 2 | Turkmenistan (bandiera) · Oman (bandiera)                                   | Anastasiýa Prenko Fatma Al-Nabhani                                          | 2 6    | 2 6 |     |  |
| 3 | Turkmenistan (bandiera) · Oman (bandiera)                                   | Jenneta Halliyeva / Anastasiýa Prenko Sarah Al Balushi / Fatma Al-Nabhani   | 5 7    | 6 1 | 6 1 |  |

## Filippine vs. Iran
| Filippine 3 | Shenzhen Luohu Tennis Center, Shenzhen, Cina 31 gennaio 2012 cemento indoor | Shenzhen Luohu Tennis Center, Shenzhen, Cina 31 gennaio 2012 cemento indoor  | Iran 0 |     |   |  |
| \| \| \| \| 1 \| 2 \| 3 \| \| \| - \| \| ---------------------------------------------------------------------------- \| --- \| --- \| - \| \| \| 1 \| \| Maika Jae Tanpoco Madona Najarian \| 6 0 \| 6 0 \| \| \| \| 2 \| \| Marian Jade Capadocia Ghazaleh Torkaman \| 6 0 \| 6 0 \| \| \| \| 3 \| \| Tamitha Nguyen / Anna Clarice Patrimonio Madona Najarian / Ghazaleh Torkaman \| 6 0 \| 6 1 \| \| \| |                                                                             |                                                                              |        |     |   |  |
| |                                                                             |                                                                              | 1      | 2   | 3 |  |
| 1 | Filippine (bandiera) · Iran (bandiera)                                      | Maika Jae Tanpoco Madona Najarian                                            | 6 0    | 6 0 |   |  |
| 2 | Filippine (bandiera) · Iran (bandiera)                                      | Marian Jade Capadocia Ghazaleh Torkaman                                      | 6 0    | 6 0 |   |  |
| 3 | Filippine (bandiera) · Iran (bandiera)                                      | Tamitha Nguyen / Anna Clarice Patrimonio Madona Najarian / Ghazaleh Torkaman | 6 0    | 6 1 |   |  |

## India vs. Oman
| India 3 | Shenzhen Luohu Tennis Center, Shenzhen, Cina 31 gennaio 2012 cemento indoor | Shenzhen Luohu Tennis Center, Shenzhen, Cina 31 gennaio 2012 cemento indoor | Oman 0 |     |     |     |
| \| \| \| \| 1 \| 2 \| 3 \| \| \| - \| \| ----------------------------------------------------------------- \| --- \| --- \| --- \| --- \| \| 1 \| \| Isha Lakhani Maliha Al Awaidy \| 6 1 \| 6 0 \| \| \| \| 2 \| \| Rujuta Bhosale Fatma Al-Nabhani \| 1 6 \| 7 5 \| 6 4 \| \| \| 3 \| \| Prerna Bhambri / Isha Lakhani Sarah Al Balushi / Maliha Al Awaidy \| \| \| \| w/o \| |                                                                             |                                                                             |        |     |     |     |
| |                                                                             |                                                                             | 1      | 2   | 3   |     |
| 1 | India (bandiera) · Oman (bandiera)                                          | Isha Lakhani Maliha Al Awaidy                                               | 6 1    | 6 0 |     |     |
| 2 | India (bandiera) · Oman (bandiera)                                          | Rujuta Bhosale Fatma Al-Nabhani                                             | 1 6    | 7 5 | 6 4 |     |
| 3 | India (bandiera) · Oman (bandiera)                                          | Prerna Bhambri / Isha Lakhani Sarah Al Balushi / Maliha Al Awaidy           |        |     |     | w/o |

## Filippine vs. Oman
| Filippine 2 | Shenzhen Luohu Tennis Center, Shenzhen, Cina 1º febbraio 2012 cemento indoor | Shenzhen Luohu Tennis Center, Shenzhen, Cina 1º febbraio 2012 cemento indoor        | Oman 1 |     |     |  |
| \| \| \| \| 1 \| 2 \| 3 \| \| \| - \| \| ----------------------------------------------------------------------------------- \| --- \| --- \| --- \| \| \| 1 \| \| Tamitha Nguyen Maliha Al Awaidy \| 6 0 \| 6 0 \| \| \| \| 2 \| \| Anna Clarice Patrimonio Fatma Al-Nabhani \| 6 1 \| 4 6 \| 3 6 \| \| \| 3 \| \| Marian Jade Capadocia / Anna Clarice Patrimonio Fatma Al-Nabhani / Maliha Al Awaidy \| 6 0 \| 6 3 \| \| \| |                                                                              |                                                                                     |        |     |     |  |
| |                                                                              |                                                                                     | 1      | 2   | 3   |  |
| 1 | Filippine (bandiera) · Oman (bandiera)                                       | Tamitha Nguyen Maliha Al Awaidy                                                     | 6 0    | 6 0 |     |  |
| 2 | Filippine (bandiera) · Oman (bandiera)                                       | Anna Clarice Patrimonio Fatma Al-Nabhani                                            | 6 1    | 4 6 | 3 6 |  |
| 3 | Filippine (bandiera) · Oman (bandiera)                                       | Marian Jade Capadocia / Anna Clarice Patrimonio Fatma Al-Nabhani / Maliha Al Awaidy | 6 0    | 6 3 |     |  |

## India vs. Turkmenistan
| India 3 | Shenzhen Luohu Tennis Center, Shenzhen, Cina 1º febbraio 2012 cemento indoor | Shenzhen Luohu Tennis Center, Shenzhen, Cina 1º febbraio 2012 cemento indoor | Turkmenistan 0 |     |   |  |
| \| \| \| \| 1 \| 2 \| 3 \| \| \| - \| \| ------------------------------------------------------------------------- \| --- \| --- \| - \| \| \| 1 \| \| Rutuja Bhosale Ummarahmat Hummetova \| 6 2 \| 6 0 \| \| \| \| 2 \| \| Prerna Bhambri Anastasiýa Prenko \| 6 1 \| 6 3 \| \| \| \| 3 \| \| Prerna Bhambri / Isha Lakhani Jenneta Halliyeva / Guljan Muhammetkuliyeva \| 6 0 \| 6 0 \| \| \| |                                                                              |                                                                              |                |     |   |  |
| |                                                                              |                                                                              | 1              | 2   | 3 |  |
| 1 | India (bandiera) · Turkmenistan (bandiera)                                   | Rutuja Bhosale Ummarahmat Hummetova                                          | 6 2            | 6 0 |   |  |
| 2 | India (bandiera) · Turkmenistan (bandiera)                                   | Prerna Bhambri Anastasiýa Prenko                                             | 6 1            | 6 3 |   |  |
| 3 | India (bandiera) · Turkmenistan (bandiera)                                   | Prerna Bhambri / Isha Lakhani Jenneta Halliyeva / Guljan Muhammetkuliyeva    | 6 0            | 6 0 |   |  |

## Filippine vs. Turkmenistan
| Filippine 2 | Shenzhen Luohu Tennis Center, Shenzhen, Cina 2 febbraio 2012 cemento indoor | Shenzhen Luohu Tennis Center, Shenzhen, Cina 2 febbraio 2012 cemento indoor    | Turkmenistan 1 |     |     |  |
| \| \| \| \| 1 \| 2 \| 3 \| \| \| - \| \| ------------------------------------------------------------------------------ \| --- \| --- \| --- \| \| \| 1 \| \| Tamitha Nguyen Ummarahmat Hummetova \| 6 0 \| 6 0 \| \| \| \| 2 \| \| Anna Clarice Patrimonio Anastasiýa Prenko \| 5 7 \| 6 1 \| 2 6 \| \| \| 3 \| \| Tamitha Nguyen / Anna Clarice Patrimonio Jenneta Halliyeva / Anastasiýa Prenko \| 6 1 \| 6 1 \| \| \| |                                                                             |                                                                                |                |     |     |  |
| |                                                                             |                                                                                | 1              | 2   | 3   |  |
| 1 | Filippine (bandiera) · Turkmenistan (bandiera)                              | Tamitha Nguyen Ummarahmat Hummetova                                            | 6 0            | 6 0 |     |  |
| 2 | Filippine (bandiera) · Turkmenistan (bandiera)                              | Anna Clarice Patrimonio Anastasiýa Prenko                                      | 5 7            | 6 1 | 2 6 |  |
| 3 | Filippine (bandiera) · Turkmenistan (bandiera)                              | Tamitha Nguyen / Anna Clarice Patrimonio Jenneta Halliyeva / Anastasiýa Prenko | 6 1            | 6 1 |     |  |

## Oman vs. Iran
| Oman 2 | Shenzhen Luohu Tennis Center, Shenzhen, Cina 2 febbraio 2012 cemento indoor | Shenzhen Luohu Tennis Center, Shenzhen, Cina 2 febbraio 2012 cemento indoor | Iran 1 |     |   |  |
| \| \| \| \| 1 \| 2 \| 3 \| \| \| - \| \| ----------------------------------------------------------------------- \| --- \| --- \| - \| \| \| 1 \| \| Maliha Al Awaidy Madona Najarian \| 5 7 \| 0 6 \| \| \| \| 2 \| \| Fatma Al-Nabhani Ghazaleh Torkaman \| 6 1 \| 6 0 \| \| \| \| 3 \| \| Sarah Al Balushi / Fatma Al-Nabhani Madona Najarian / Ghazaleh Torkaman \| 6 0 \| 6 1 \| \| \| |                                                                             |                                                                             |        |     |   |  |
| |                                                                             |                                                                             | 1      | 2   | 3 |  |
| 1 | Oman (bandiera) · Iran (bandiera)                                           | Maliha Al Awaidy Madona Najarian                                            | 5 7    | 0 6 |   |  |
| 2 | Oman (bandiera) · Iran (bandiera)                                           | Fatma Al-Nabhani Ghazaleh Torkaman                                          | 6 1    | 6 0 |   |  |
| 3 | Oman (bandiera) · Iran (bandiera)                                           | Sarah Al Balushi / Fatma Al-Nabhani Madona Najarian / Ghazaleh Torkaman     | 6 0    | 6 1 |   |  |

## India vs. Filippine
| India 2 | Shenzhen Luohu Tennis Center, Shenzhen, Cina 3 febbraio 2012 cemento indoor | Shenzhen Luohu Tennis Center, Shenzhen, Cina 3 febbraio 2012 cemento indoor | Filippine 1 |     |     |  |
| \| \| \| \| 1 \| 2 \| 3 \| \| \| - \| \| ------------------------------------------------------------------- \| --- \| --- \| --- \| \| \| 1 \| \| Rutuja Bhosale Tamitha Nguyen \| 6 2 \| 6 3 \| \| \| \| 2 \| \| Prerna Bhambri Anna Clarice Patrimonio \| 6 3 \| 4 6 \| 2 6 \| \| \| 3 \| \| Isha Lakhani / Sania Mirza Tamitha Nguyen / Anna Clarice Patrimonio \| 6 1 \| 6 0 \| \| \| |                                                                             |                                                                             |             |     |     |  |
| |                                                                             |                                                                             | 1           | 2   | 3   |  |
| 1 | India (bandiera) · Filippine (bandiera)                                     | Rutuja Bhosale Tamitha Nguyen                                               | 6 2         | 6 3 |     |  |
| 2 | India (bandiera) · Filippine (bandiera)                                     | Prerna Bhambri Anna Clarice Patrimonio                                      | 6 3         | 4 6 | 2 6 |  |
| 3 | India (bandiera) · Filippine (bandiera)                                     | Isha Lakhani / Sania Mirza Tamitha Nguyen / Anna Clarice Patrimonio         | 6 1         | 6 0 |     |  |

## Turkmenistan vs. Iran
| Turkmenistan 3 | Shenzhen Luohu Tennis Center, Shenzhen, Cina 3 febbraio 2012 cemento indoor | Shenzhen Luohu Tennis Center, Shenzhen, Cina 3 febbraio 2012 cemento indoor | Iran 0 |     |   |  |
| \| \| \| \| 1 \| 2 \| 3 \| \| \| - \| \| -------------------------------------------------------------------- \| --- \| --- \| - \| \| \| 1 \| \| Jenneta Halliyeva Seyedeh Saadat \| 6 2 \| 6 0 \| \| \| \| 2 \| \| Anastasiýa Prenko Ghazaleh Torkaman \| 6 2 \| 6 2 \| \| \| \| 3 \| \| Jenneta Halliyeva / Anastasiýa Prenko Sahar Najaei / Madona Najarian \| 6 0 \| 6 0 \| \| \| |                                                                             |                                                                             |        |     |   |  |
| |                                                                             |                                                                             | 1      | 2   | 3 |  |
| 1 | Turkmenistan (bandiera) · Iran (bandiera)                                   | Jenneta Halliyeva Seyedeh Saadat                                            | 6 2    | 6 0 |   |  |
| 2 | Turkmenistan (bandiera) · Iran (bandiera)                                   | Anastasiýa Prenko Ghazaleh Torkaman                                         | 6 2    | 6 2 |   |  |
| 3 | Turkmenistan (bandiera) · Iran (bandiera)                                   | Jenneta Halliyeva / Anastasiýa Prenko Sahar Najaei / Madona Najarian        | 6 0    | 6 0 |   |  |

## Verdetti
India qualificata allo spareggio promozione con la vincitrice della Pool A.